# Історія Малі
Історія Малі

## Історичний календар
У середні віки на тер. країни виникали держави: Гана, Малі, Сонгаї та інші.
З кінця 19 ст. до 1960 Малі була колонією Франції і називалася Французький Судан або Західний Судан.
У 1958 країна отримала статус автономної Суданської Республіки в складі Французького Співтовариства.
У 1960 була перейменована на Малі в пам'ять про середньовічну імперію, яка колись займала район в середній течії р.Нігер.
У 1960 була проголошена незалежність Малі, після чого в країні було декілька переворотів та періоди правління військових.
У 1992 завершено перехід до громадянської форми правління країною.

## Давній період
Археологічні знахідки свідчать про те, що територія сучасного Малі була населена ще в 5-4 тисячоліттях до н. е., а розвиток землеробства почався в 3 тисячолітті до н. е. Перші письмові згадки про ці землі містяться в арабській літературі, датованій 4 ст н.е. У 8 ст. через Сахару по караванних шляхах сюди проникли араби. З 4 ст. н. е. на території сучасного Малі існували, поперемінно підсилюючись і периживаючи епоху розквіту, середньовічні держави Гана (4-13 століття), Малі (8-17 століття) та Сонгаї (9(?)-17 століття).
Середньовічні Гана (в мусульманському світі її називали «країною золота») і Малі були великими постачальниками золота, воно вивозилося на верблюдах в Північну Африку через пустелю Сахару. Внаслідок нашестя берберів-мусульман у 17 ст. держава Гана розпалася, багато жителів прийняли іслам. У 15 ст. на півдні в долині річки Нігер виникло невелике поселення бамбара і малінке (сьогоднішня столиця місто Бамако).
У 1591 державу було завойовано армією марокканського султанату. Древні міста були розграбовані, велика частина населення виселена в Марокко, а завойовники частково асимілювалися з місцевим населенням.
У 17 — 19 століттях на території Сонгаї існували королівства бамбара Сегу, Каарта, фульбе (Масіна) та інші ранньодержавні утворення народів регіону.

## Колоніальний період
Колоніальний період. Першими європейцями, що проникли на територію сучасного Малі, були майор Хаутон з Ірландії (1790), шотландці хірург Мунго Парк (1796) і дослідник А.Г.Ленг (1826, першим з європейців побував в м. Томбукту) і француз Р.Кайе (1827). Військова експансія Франції почалася в 1855. Місцеве населення протистояло французьким колонізаторам (туареги чинили озброєний опір владі до 1914). У 1890-х французькі війська підпорядкували практично всю територію сучасного Малі. Кордони і назва колонії неодноразово мінялися — Верхній Сенегал з центром в м. Каєс (1890), Судан (1892), Сенегамбія-Нігер (1902), Верхній Сенегал-Нігер (1904), Французький Судан (1920). У 1895 колонія включена до складу федерації колоній під назвою Французька Західна Африка (ФЗА). З 1908 адміністративним центром Французького Судану став Бамако.
У колонії була введена система прямого управління. Господарське освоєння земель базувалося на товарному виробництві рису і бавовни. Широко застосовувалася примусова праця місцевого населення, в тому числі на будівництві зрошувальних каналів і залізниці. Французький Судан став джерелом робочої сили, продовольства і сільськогосподарської сировини для метрополії і сусідніх колоній Гвінеї, БСК (Берег Слонової Кістки, нинішній Кот-д'Івуар) і Сенегала.
У 1920-ті в містах створені перші профспілки і студентські союзи. У 1945 колонія отримала статус заморської території Франції, що надав місцевому населенню право на створення громадських і політичних організацій і представництво у виборних органах колишньої метрополії. Перші політичні партії «Суданський союз» або СС — АДО (територіальна секція «Африканського демократичного об'єднання» — великої політичної течії в ФЗА), «Прогресивна партія Судана», «Суданська демократична партія» (СДП), «Суданський блок» (СБ) і інш. Антиколоніальне рушення очолила партія «Суданський союз» на чолі з Модібо Кейтой (нащадок правителів імперії Малі). Після її перемоги на виборах в територіальну асамблею (1957) був сформований автономний уряд. 28 вересня 1958 Французький Судан став автономною Суданської Республікою в складі Французького Співтовариства.

## Сучасний період
Незалежність Республіки Малі (назва взята в пам'ять про історичне минуле) проголошена на надзвичайному з'їзді СС — АДО 22 вересня 1960. Президентом незалежної держави став лідер партії Модібо Кейта, столицею оголошений м. Бамако. Нове керівництво встановило однопартійний режим, розірвало відносини з Францією і проводило політику співпраці з країнами соціалістичного табору. Ставка на розширення державного сектора виробництва не привела до зміцнення економіки, країна відчувала гострий дефіцит коштів для міжнародних платежів. У 1967 уряд вимушено було відновити торгові зв'язки з Францією і повернути країну в зону франка. Франція надала Малі істотну економічну допомогу.
У листопаді 1968 внаслідок військового перевороту, здійсненого групою офіцерів під керівництвом лейтенанта Мусси Траоре, влада перейшла до Військового комітету національного звільнення (ВКНЗ). У вересні 1969 М.Траоре став президентом Малі. Серйозний збиток економіці країни нанесли сильні посухи 1970 1974, 1978 і початки 1980-х. Виробництво знаходилося в стані стагнації, стрімко збільшувалася зовнішня заборгованість, зросли ціни.
У 1976 з ініціативи ВКНЗ створена нова політична партія «Демократичний союз малійського народу» (ДСМН), очолювана М.Траоре. Після прийняття нової конституції у 1979 владу перейшла від ВКНЗ до цивільному уряду, президентом країни вибраний М.Траоре.
У 1986 протягом 6 днів тривав військовий конфлікт між Малі і сусідньої Буркіна Фасо через золотоносний район (т. зв. смуга Агашер). Спірна територія, що давно була об'єктом домагань обох країн, була розділена при посередництві ООН.
З 1988 почалася реалізація програми приватизації (1995 р. — приватизовані 48 державних підприємств). Погіршення економічного становища привело до масових антиурядових виступів населення. У 1991 режим М.Траоре було скинуто внаслідок військового перевороту, очоленого начальником штабу армії, підполковником Амаду Тумань Турові. У 1992 прийнята нова конституція, що проголосила багатопартійну систему. На президентських виборах, що відбулися в 1992, главою держави вибраний колишній лідер «Панафриканської партії за свободу, солідарність і справедливість» (АДЕМА, створена в 1990) Альфа Умар Конаре. Переобраний на цей пост в 1997. На парламентських виборах, отримавши 128 місць з 147, перемогла АДЕМА.
Країна продовжувала реалізовувати політику лібералізації економіки. У 1992-1995 Малі успішно виконала другу програму перебудови економіки, і МВФ надав їй 12 млрд франків КФА на виконання третьої, розрахованої на 1996-1999. На економіку Малі благотворно вплинула девальвація франка КФА (1994): середні темпи економічного зростання в 1995-1997 перевищували 4%. Внаслідок падіння світових цін на бавовну (на 46% в 1999) площі плантацій, зайнятих під нею (одним їх основних джерел валютних надходжень Малі), були скорочені на 1/3, а 50% бавовноочищувальних заводів закриті. Це привело до різкого погіршення з 2000 економічної ситуації в країні. У 2001 в містах нараховувалося 14,6% безробітних, сільської місцевості 5,3%. У 2002 рівень інфляції становив 4,5%.